# 이클립스 공용 허가서
이클립스 공용 허가서(영어: Eclipse Public License, EPL)는 자사 소프트웨어를 위해 이클립스 재단이 사용하는 오픈 소스 소프트웨어 라이선스이다.
커먼 퍼블릭 라이선스(CPL)를 대체하며 특허 관련 소송 중심의 일부 용어들을 제거한다.
이클립스 공용 허가서는 비즈니스 친화적 자유 소프트웨어 라이선스가 되도록 고안되어 있으며 GNU 일반 공중 사용 허가서(GPL)과 같은 동시대 허가서들에 비해 더 약한 카피레프트의 형태를 제공한다. EPL로 라이선스된 프로그램의 이용자는 작품과 수정판들을 이용, 수정, 복사, 배포할 수 있으며 일부 상황에서는 이들의 변경 사항판을 출시할 의무가 있다.
EPL은 오픈 소스 이니셔티브(OSI)의 승인을 받은 상태로 자유 소프트웨어 재단(FSF)에 의해 자유 소프트웨어 허가서로 등재되어 있다.
새로운 버전의 EPL에 관한 토론이 2013년 5월 시작되었다.

## 호환성
EPL 1.0은 GPL과 호환되지 않으며 EPL로 라이선스된 작품과 GPL로 라이선스된 작품을 병합하여 만들어낸 작품은 법적으로 배포가 불가능하다. 그러나 작품 배포자는 작품을 이용하는 모든 이들에게 그들이 수정한 사항들까지 적용될 수도 있는 모든 특허에 대해 라이선스를 제공할 것을 EPL은 요구하고 있다.
이 부분이 이용자들에 대한 추가적인 제약 사항이므로, 이렇게 병합된 작품의 배포는 GPL을 충족하지 못한다.
또, EPL은 특허 보복 조항을 포함하고 있는 등 일부 이유로 인해 GPL과 호환되지 않는다.

## 같이 보기
- 분류:이클립스 라이선스 소프트웨어